# نيان
وفقاً للأساطير الصينية، نيان هو وحش يعيش تحت البحار أو في الجبال. ويعود أقدم مصدر يشير لنيان كمخلوق إلى أوائل القرن الـ20. وحسب الأساطير الحديثة، يخرج نيان كل رأس سنة صينية من مخبأه للبحث عن الطعام. يمكنه تناول المحاصيل وأحيانًا القرويين خاصة الأطفال. أما نقاط ضعفه فتتمثل في حساسيته للضوضاء والنيران، كما يخشى اللون الأحمر.و باللغة الكردية نيان اسم اناث يعني مرأة هادئ